# Relaciones Luxemburgo-Unión Europea
Las relaciones Luxemburgo-Unión Europea son las relaciones verticales entre la organización supranacional y uno de sus Estados miembros. El Gran Ducado de Luxemburgo desempeña un papel activo en la elaboración de las políticas de la Unión donde concede importancia a la adecuada participación de los Estados miembros más pequeños de la UE, así como en las reformas y el desarrollo de las instituciones comunitarias.
Históricamente los gobiernos de Luxemburgo han defendido de la integración europea. En 1951, Robert Schuman, el político francés originario de Luxemburgo, impulsa la Comunidad Europea del Carbón y del Acero (CECA). Esta comunidad suele ser considerada como la "semilla" de la Unión Europea. En 1957, Luxemburgo se convirtió en uno de los seis países fundadores de la Comunidad Económica Europea (más adelante Unión Europea) y en 1999 se unió al área monetaria del Euro.
En su condición de miembro fundador de la Unión y gracias a su ubicación geográfica central dentro de la organización, la ciudad de Luxemburgo es una de las tres sedes comunitarias. En ella se encuentran instituciones como el Tribunal de Justicia de la Unión Europea, el Banco Europeo de Inversiones, el Tribunal de Cuentas Europeo, la Oficina de Publicaciones, así como diferentes servicios de la Comisión Europea. La presencia del Parlamento Europeo en Luxemburgo se compone actualmente de la Secretaría General del Parlamento Europeo y sus servicios, aunque el Parlamento celebró sesiones plenarias en la ciudad durante un breve período.
Luxemburgo se considera el centro de gravedad de la región cultural y económica del SaarLorLux, que incluye también la Región de Lorena, Renania-Palatinado y la Valonia belga. De allí provienen 150 000 trabajadores transfronterizos que trabajan en Luxemburgo. Los ámbitos más importantes de la cooperación transfronteriza son la ordenación del territorio, la migración de trabajadores, la protección civil, la cultura, el turismo y el transporte.

## Antecedentes

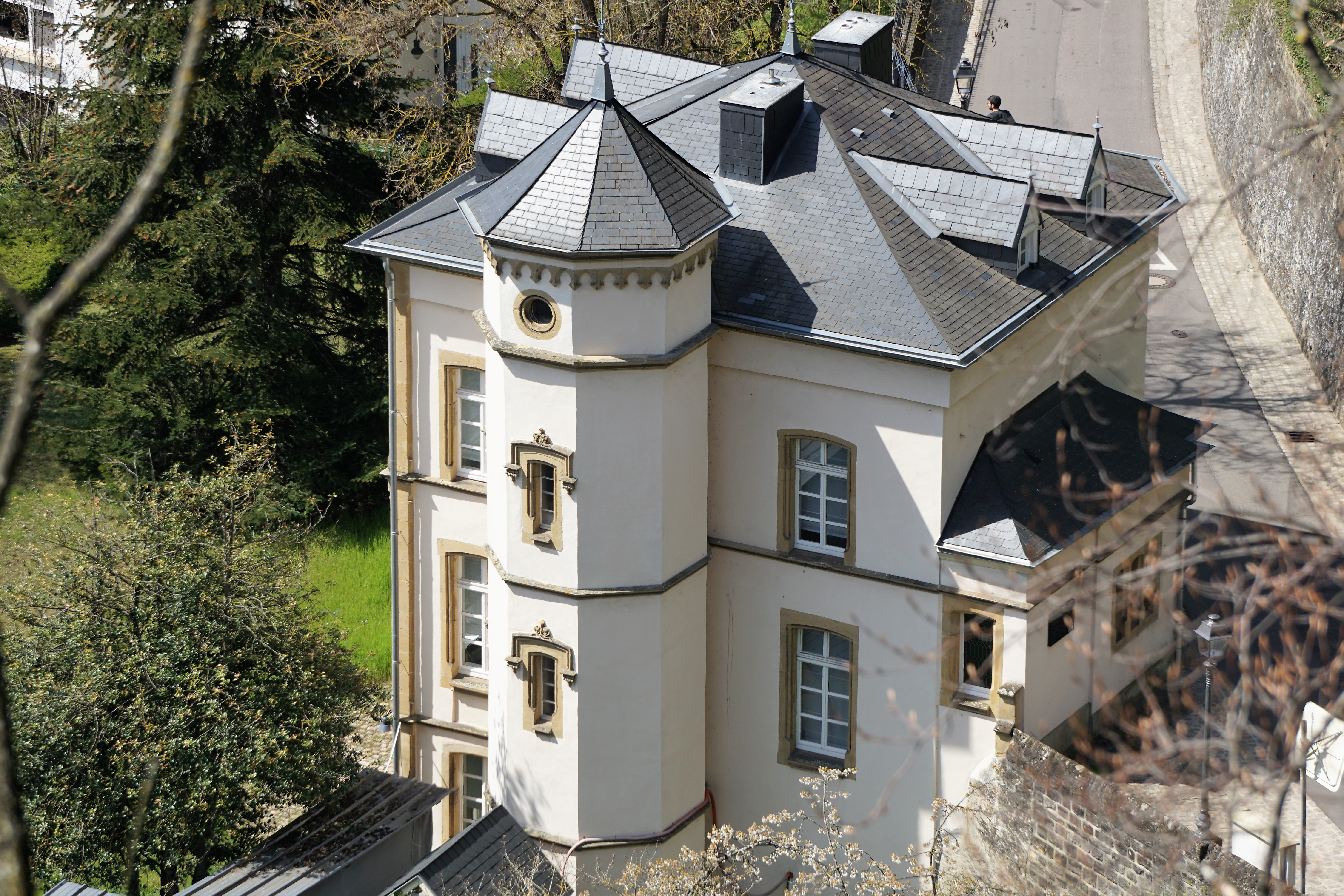
Casa natal de Robert Schuman en Luxemburgo.

La historia de Luxemburgo está inherentemente entrelazada con la historia de los países circundantes, sus gentes, y dinastías gobernantes. A lo largo de los años, el territorio de Luxemburgo ha sido erosionado, mientras su propiedad ha cambiado repetidamente, y su independencia política ha crecido gradualmente.
Aunque la historia Luxemburguesa documentada se remonta a los tiempos de los romanos, la historia de Luxemburgo se considera que comienza propiamente en el año 963. Los cinco siglos siguientes contemplaron la aparición de la poderosa Casa de Luxemburgo, la extinción de la cual pudo poner fin a la independencia Luxemburguesa. Después de un pequeño período de gobierno por parte del Ducado de Borgoña, Luxemburgo pasó a manos de los Habsburgo en 1477. Desde 1556, formó parte de los Países Bajos españoles, siendo su soberano el rey de España.
Después de la guerra de los Ochenta Años, Luxemburgo formó parte de los Países Bajos del Sur. En 1713, tras el tratado de Utrecht, fue cedido por España a la línea austriaca de la dinastía Habsburgo. Después de la ocupación por parte de la Francia Revolucionaria, en 1815 el Tratado de París transformó Luxemburgo en un Gran Ducado en unión personal con los Países Bajos. El tratado también dividió Luxemburgo, que ya había sido dividido en 1659 y volvería a dividirse también en 1839. Aunque estos tratados redujeron gran parte del territorio de Luxemburgo, al mismo tiempo incrementaron su independencia, lo que se confirmó después de la Crisis de Luxemburgo en 1867.

## Historia

### Comunidades Europeas (1950-1993)
El 7 de enero de 1958, con ocasión de la entrada en vigor de los Tratados de Roma, los Ministros de Asuntos Exteriores de los Estados miembros acordaron agrupar en un mismo lugar el conjunto de organizaciones europeas de los seis países tan pronto como dicha concentración fuera efectivamente realizable y de conformidad con las disposiciones de los Tratados, y decidieron, entre otras cosas, que la Asamblea Parlamentaria (actualmente el Parlamento Europeo) se reuniría en Estrasburgo. Dicho acuerdo provisional sobre el emplazamiento de los lugares de trabajo de las instituciones de las Comunidades se reiteró el 8 de abril de 1965 con la Decisión de los representantes de los Gobiernos de los Estados miembros relativa a la instalación provisional de determinadas instituciones y determinados servicios de las Comunidades. Esto fue a raíz del Tratado de Fusión de 1965, que combinó los poderes ejecutivos de las tres Comunidades en una estructura institucional única. Sin embargo, con los ejecutivos fusionados, la Comisión Europea y la mayoría de los departamentos se agruparon en Bruselas, en lugar de Luxemburgo. Para compensar a Luxemburgo de la pérdida, el acuerdo concedió a la ciudad el derecho a acoger una serie de órganos, incluida la Secretaría General de la Asamblea.
A pesar del acuerdo de 1965, sin embargo, la sede del Parlamento fue causa de enfrentamiento. Al querer estar más cerca de las actividades en Bruselas y Luxemburgo, algunas sesiones plenarias del Parlamento se llevaron a cabo entre 1967 y 1981 en Luxemburgo en lugar de en Estrasburgo —contra la voluntad de Francia— y en 1981 volvieron a celebrarse las sesiones completamente en Estrasburgo. En diciembre de 1992 los Gobiernos de los Estados miembros llegaron a un acuerdo por el que las sesiones plenarias se celebrarían principalmente en Estrasburgo y una parte en Bruselas.

### Entre 1993 y 2009
En 1995 Luxemburgo proporcionó el presidente de la Comisión Europea, el primer ministro anterior Jacques Santer, quién tuvo que dimitir más adelante debido a acusaciones de corrupción contra otros miembros de la Comisión. En septiembre de 2004, el luxemburgués Jean-Claude Juncker se convirtió en el presidente semipermanente del grupo de Ministros de Hacienda de los 12 países que comparten el euro, un papel apodado "Sr. Euro". El 10 de julio de 2005, después de amenazas de dimisión por parte del primer ministro Juncker, el Tratado por el que se establece una Constitución para Europa fue aprobado por el 56,52 % de los votantes.

### Desde el Tratado de Lisboa de 2009
Gobierno de Xavier Bettel
El 1 de julio de 2015, Luxemburgo asumió la presidencia del Consejo de la Unión Europea por un periodo de seis meses, relevando a Letonia. Bettel, en una de sus primeras ruedas de prensa como Presidente del Consejo de la UE, destacó que “para poder construir un puente hace falta querer desde ambas orillas y la presidencia luxemburguesa quiere mantener a Grecia en la Eurozona y al Reino Unido en el seno de la UE“ buscando evitar el “Brexit” que finalmente se produciría en 2020. Además se refirió a las “urgencias humanitarias” como la gestión de la migración. Finalmente, el 13 de julio siguiente, después de 17 horas de negociaciones Bettel logró cerrar un acuerdo que garantizó la permanencia de Grecia en la eurozona.
Xavier Bettel pertenece a la generación de líderes europeos liberales que pretende encarnar el proceso de refundación de la Unión Europea. “No hemos conocido la guerra, y amamos a Europa, los tres”, dijo en 2017 el primer ministro de Luxemburgo en el marco de una reunión con el presidente de Francia Emmanuel Macron y el entonces Primer ministro belga Charles Michel, quien es presidente del Consejo Europeo desde diciembre de 2019.
En marzo de 2018 se celebró un seminario de gobierno franco-luxemburgués, presidido por el primer ministro de Francia y Bettel, y al que asistieron una docena de ministros de ambos Estados miembros de la Unión Europea. Este seminario permitió profundizar el programa para reconstruir Europa y la cooperación transfronteriza.
Tras las elecciones al Parlamento Europeo de 2019, el partido de Bettel, junto a otros partidos europeos se unió a la lista apoyada por Macron en Francia dando nacimiento al grupo Renovar Europa dentro de la política europea. Anteriormente Bettel ya había apoyado el proyecto de consultas ciudadanas dentro de la Unión Europea desarrolladas en 2018 como preparación de las elecciones de 2019.

### Comisiones Europeas presididas por luxemburgueses
La Comisión Thorn es el nombre utilizado para hacer referencia a la Comisión Europea presidida por Gaston Thorn desde el 6 de enero de 1981 hasta el 5 de enero de 1985. Su antecesora fue la Comisión Jenkins y su predecesora sería la Comisión Delors.
La Comisión Santer es el nombre utilizado para hacer referencia a la Comisión Europea presidida por Jacques Santer, el noveno presidente de la Comisión Europea, desde el 23 de enero de 1995 hasta el 15 de marzo de 1999. Su antecesora fue la Comisión Delors y su sucesora sería la Comisión Marín.

## Contexto político-institucional

### Distribución de competencias entre Luxemburgo y la Unión
Según lo señalado en el Título I de la Primera Parte del Tratado de Funcionamiento de la Unión Europea (versión consolidada), la distribución de competencias en diversos ámbitos entre los Estados miembros y la Unión se declara explícitamente en las tres categorías siguientes:
- Competencias exclusivas: Solo la Unión puede legislar y adoptar actos vinculantes; los Estados únicamente podrán si son facultados por la Unión o para aplicar actos de la Unión.[18]
- Competencias compartidas: La Unión y los Estados miembros pueden legislar y adoptar actos vinculantes, pero los Estados solo ejercerán su competencia en la medida en que la Unión no lo haya hecho.[18]
- Competencias de apoyo: La Unión puede llevar a cabo acciones con el fin de apoyar, coordinar o complementar la acción de los Estados.[17]

### Procedimiento legislativo
El procedimiento legislativo en la Unión Europea es el conjunto de previsiones y técnicas ordenadas a la elaboración o modificación de leyes del Derecho comunitario, que es autónomo y diferenciado del Derecho internacional, así como de la mecánica legislativa interna de los Estados miembros de la Unión Estas normas con rango de ley, así como las que regulan o precisan los medios de participación de las instituciones de la Unión en las mismas, conforman un sistema procedimental de adopción de decisiones con una finalidad legisladora. En función de la regular participación en el mismo de las instituciones involucradas, y de acuerdo con la terminología de los Tratados, el procedimiento legislativo puede ser ordinario (PLo) o especial (PLe).
La elaboración de la legislación comunitaria reposa sobre el Consejo y el Parlamento, representantes respectivos del principio territorial y del principio poblacional. La Comisión, de naturaleza asimilable al concepto tradicional de poder ejecutivo, ostenta el cuasimonopolio de la iniciativa, cerrando así el conocido triángulo institucional europeo (Comisión-Consejo-Parlamento). Sin embargo, esa exclusividad en la iniciativa legislativa se flexibiliza al permitirse que el Parlamento Europeo, por mayoría, solicite a la Comisión que presente la correspondiente propuesta; solicitud que en caso de ser denegada, habrá de acompañarse de la correspondiente motivación por parte de la Comisión.

#### El Parlamento Europeo y la Cámara de Diputados de Luxemburgo
Los parlamentos nacionales en la Unión Europea es la denominación que otorga el Derecho constitucional europeo a los órganos legislativos de los Estados de la Unión. 
De acuerdo con los Tratados constitutivos, los parlamentos nacionales disponen de ciertas facultades en la esfera europea, especialmente en lo referido al procedimiento legislativo, como guardianes (en el plano político) del principio de subsidiariedad. También son depositarios de algunas funciones constitucionales referidas a la revisión de los Tratados y al ingreso de nuevos Estados en la Unión. Asimismo son competentes para ejercer control político (junto con el Parlamento Europeo) en ciertos ámbitos de la política comunitaria relativos al espacio de libertad, seguridad y justicia que puedan tener consecuencias directas para los derechos y libertades de las personas. Para ejercer todas estas funciones, las instituciones comunitarias tienen el deber de informar adecuadamente a los parlamentos nacionales sobre sus actividades en estos ámbitos, y en general sobre todo proyecto legislativo.
Desde 1989 y con objeto de acometer plenamente sus funciones, el Parlamento Europeo y los parlamentos nacionales cooperan entre sí en un foro específico nacido a este fin: la COSAC (Conferencia de Órganos especializados en Asuntos Comunitarios). Esta conferencia, que reúne a diputados de las comisiones parlamentarias competentes en asuntos de la UE de los parlamentos nacionales, podrá al efecto dirigir al Parlamento Europeo, al Consejo y a la Comisión Europea cualquier contribución que considere conveniente, además de disponer de otras funciones y facultades.
A la hora de ejercer sus potestades, para que la mayoría de parlamentos nacionales se considere suficiente para decantar una posición suelen requerirse un mínimo de un tercio de sus votos. A tal efecto, se conceden dos votos a cada poder legislativo nacional; en los sistemas bicamerales, cada rama detenta un voto; en los sistemas unicamerales, la asamblea única decide con voto doble.

#### Elecciones al Parlamento Europeo en Luxemburgo
La elección se basa en la representación proporcional, y los escaños se otorgan de acuerdo con el método d'Hondt. Existe distrito electoral único a nivel nacional. Los votantes pueden emitir seis votos, que pueden otorgar a una lista o distribuir entre candidatos individuales de diferentes listas. En este caso, se pueden otorgar dos votos por candidato.
Hay voto obligatorio para todos los luxemburgueses entre 18 y 75 años. Los ciudadanos de la UE que han vivido en Luxemburgo durante al menos dos años y están registrados en el censo electoral también pueden votar en el país.

Las elecciones al Parlamento Europeo de 2019 en Luxemburgo se llevaron a cabo el 26 de mayo de 2019, con el propósito de elegir a los seis eurodiputados luxemburgueses del Parlamento Europeo.

### Consejo de la Unión Europea
El Consejo de la Unión Europea, también conocido como Consejo de la Unión o simplemente Consejo, es una de las siete altas instituciones de la Unión Europea, en la que se encuentran representados los Estados de la Unión a través de representantes con rango ministerial, y a la que corresponden, junto con el Parlamento Europeo (sistema bicameral de facto), las funciones legislativa y presupuestaria. Ejerce funciones de definición, coordinación y ejecución de algunas políticas, trabajando mediante sus diez formaciones internas y en el Eurogrupo.
La sede principal del Consejo está ubicada en el Edificio Europa de Bruselas, donde se celebran sus plenos y donde encuentran sus Servicios y la Secretaría General, si bien en los meses de abril, junio y octubre las reuniones se celebran en Luxemburgo.

#### Presidencia del Consejo de la Unión Europea
La presidencia del Consejo de la Unión Europea es una responsabilidad institucional y un órgano interno del Consejo de la Unión. La presidencia es desempeñada con carácter rotatorio y en turnos preestablecidos (seis meses/semestre) por un Estado miembro. Para mejorar la eficacia, los Estados colaboran en ternas de Estados miembros, que se suele conocer bajo la denominación de «trío de presidencias».
No existe un único presidente del Consejo, cada formación estará presidida por un ministro distinto del mismo gobierno nacional, dependiendo de que formación interna se convoque. Es por tanto al gobierno del Estado miembro, y no a una persona en concreto, a quien corresponde la responsabilidad de ejercer la presidencia. Solo el Consejo de Asuntos Exteriores, presidido con carácter permanente por el vicepresidente de la Comisión para Asuntos Exteriores, se sustrae al régimen general de la presidencia.

### Política de Luxemburgo
Luxemburgo tiene un sistema Parlamentario con una monarquía constitucional. Bajo la Constitución de 1868, el poder ejecutivo recae en el Gran Duque y el Consejo de Gobierno (gabinete), que consiste en un primer ministro y algunos otros.

### Corrupción en Luxemburgo
Las operaciones tuvieron el apoyo del Autoridades gubernamentales de Luxemburgo  lo que causó gran indignación en Europa, ya que se habrían producido grandes pérdidas económicas a los demás miembros de la Unión Europea en favor de las empresas transnacionales en un momento de la Crisis económica de 2008-2015.

## Ámbitos específicos

### Espacio Schengen
El Acuerdo o Tratado de Schengen ([ˈʃeŋən]) es un tratado internacional por el que varios países de Europa suprimieron los controles en las fronteras interiores (entre esos países) y trasladaron esos controles a las fronteras exteriores (con países terceros). El acuerdo, firmado en la localidad luxemburguesa de Schengen en 1985 y en vigor desde 1995, establece un espacio común —denominado espacio Schengen— por el que puede circular libremente toda persona que haya entrado regularmente por una frontera exterior o resida en uno de los países que aplican el convenio.
El Acuerdo fue integrado en los tratados constitutivos de la Unión Europea con la reforma del derecho primario en la Conferencia intergubernamental de 1996 y que culminó con el Tratado de Ámsterdam. Desde entonces, sigue aún vigente y es una parte sustantiva de la naturaleza de la Unión Europea como proyecto político.

### El Euro
Las monedas de euro luxemburguesas presentan tres diseños diferentes, pero los tres llevan el retrato o efigie del Gran Duque Enrique I de Luxemburgo. Los diseños, de la autoría de Yvette Gastauer-Claire, integran también las 12 estrellas de la Unión Europea, el año de acuñación y el nombre del país en la lengua local ("Lëtzebuerg").
Dado que es la primera vez que el Gran Duque Enrique aparece en alguna moneda, su cabeza está colocada hacia la izquierda. Generalmente, en las monedas que llevan el retrato de un jefe de Estado, la cabeza está girada hacia la derecha (significando así que no es la primera vez que la efigie es utilizada en alguna moneda).

### Economía
Luxemburgo posee una economía basada en la gestión de fondos de inversión, fondos de alto riesgo (hedge funds), gestión de telecomunicaciones, logística (gracias a su situación privilegiada entre Francia, Alemania y Bélgica), inversión y gestión aeroespacial (especialmente en satélites gracias a la empresa luxemburguesa SES S.A.), banca privada y gestión de capitales. 
Todo ello acompañado de uno de los regímenes fiscales más laxos de la Unión Europea, lo que ha generado ciertos escándalos bajo las acusaciones de que ciertas multinacionales como Pepsi, Ikea, Accenture, Burberry, Procter & Gamble, Heinz, JP Morgan, FedEx, Amazon o Deutsche Bank, entre otras, han eludido millones de euros en impuestos cada año. Su economía es estable, con altos ingresos y un crecimiento moderado, baja inflación y baja tasa de desempleo. El sector industrial, hasta hace poco tiempo dominado por el acero, se ha ido ampliando y diversificando hasta incluir la industria química, la de goma y otros productos. Durante las décadas pasadas, el crecimiento del sector financiero había más que compensado la declinación de la industria del acero. La agricultura está basada en pequeñas granjas familiares.

## Sedes

### Fiscalía europea
La Fiscalía Europea (en inglés: European Public Prosecutor's Office, EPPO) es un organismo independiente de la Unión Europea, que actúa como ministerio público dentro del poder judicial comunitario. Tiene como misión «investigar los delitos que atenten contra los intereses financieros y el presupuesto de la Unión, y de ejercer la acción penal contra sus autores y llevarlos a juicio». Tiene una estructura dual, articulada en dos niveles: el central —con sede en Luxemburgo e integrado por el fiscal jefe europeo y el Colegio de Fiscales Europeos— y el nacional formado por los fiscales europeos delegados y las Salas Permanentes. La actual fiscal jefe es Laura Codruța Kövesi.

### Oficina de Publicaciones de la UE
La Oficina de Publicaciones de la Unión Europea (OP) es el proveedor oficial de servicios de publicación para las instituciones y otros órganos de la Unión. La Oficina publica documentos oficiales y material de relaciones públicas de la UE, en forma impresa y en línea. Su sede central se encuentra en Luxemburgo.

### Escuelas Europeas
La primera Escuela Europea se creó en Luxemburgo en octubre de 1953 por iniciativa del propio personal de las instituciones comunitarias. Actualmente hay catorce escuelas europeas en las siguientes localidades: Alicante, Bruselas I (Uccle), Bruselas II (Woluwé), Bruselas III (Ixelles), Bruselas IV (Laeken), Fráncfort, Mol, Bergen, Karlsruhe, Múnich, Varese, Culham, Luxemburgo I y Luxemburgo II, localizadas en siete países (Alemania, Bélgica, España, Gran Bretaña, Holanda, Italia, y Luxemburgo) que educan a unos 20.000 alumnos.

### Parlamento Europeo
El Parlamento utiliza varios edificios en Luxemburgo. La ciudad es la sede de la Secretaría General del Parlamento Europeo (que emplea a más de 4000 personas), radicada en su mayoría en el barrio de Kirchberg. 
Los edificios que se utilizan son el Robert Schuman y el Konrad Adenauer y, más recientemente, la Torre A (TOA) y la Torre B (TOB) situados a ambos lados de la Avenida John F. Kennedy.
Algunos servicios están instalados en el edificio Gold Bell al sur de la ciudad. El antiguo hemiciclo en Luxemburgo todavía existe a pesar de que el Parlamento no lo utiliza desde 1981 (actualmente es la sede del Tribunal de la AELC).

### Tribunal de Cuentas Europeo
El Tribunal de Cuentas Europeo (TCE) es una institución de la Unión Europea encargada de la fiscalización  y el control de las cuentas de las demás instituciones europeas (administración comunitaria). La institución elabora un informe anual para el Parlamento Europeo y el Consejo de la Unión, que el Parlamento examina antes de aprobar la gestión del presupuesto de la UE por parte de la Comisión Europea.

### Tribunal de Justicia de la Unión Europea
El Tribunal de Justicia de la Unión Europea (TJUE) es el órgano constitucional europeo que ostenta la máxima potestad jurisdiccional o poder judicial en la Unión. Su misión es interpretar y aplicar la legislación europea (tanto el Derecho constitucional como el derivado), se caracteriza por su naturaleza orgánica compuesta sui géneris y su funcionamiento y autoridad supranacionales. También se le considera como el tribunal de casación o de última instancia en la Unión Europea (en cuestiones relacionadas con la legislación europea y los Derechos Fundamentales). Hasta la entrada en vigor, el 1 de diciembre de 2009, del Tratado de Lisboa su denominación era la de «Tribunal de Justicia de las Comunidades Europeas».

## Luxemburgueses destacados dentro de la UE
Robert Schuman
Jean-Baptiste Nicolas Robert Schuman, más conocido como Robert Schuman (Luxemburgo, 29 de junio de 1886-Scy-Chazelles, 4 de septiembre de 1963), fue un político francés de origen germano-luxemburgués. Es considerado como uno de los «padres de Europa» en referencia a su determinante participación en la creación de las Comunidades Europeas.
Como miembro fundador del Movimiento Republicano Popular (MRP), fue uno de los principales dirigentes de la Cuarta República Francesa, siendo ministro de Finanzas, presidente del Consejo de Francia, ministro de Asuntos Exteriores y ministro de Justicia. También ejerció como diputado de Mosela entre 1919 y 1962, con una pausa entre 1942 y 1946.
Su cargo como ministro de Asuntos Exteriores (1948-1952) lo llevó a ser el principal negociador francés de los tratados firmados entre el final de la Segunda Guerra Mundial y el principio de la Guerra Fría (Consejo de Europa, OTAN, CECA, etc.). Además, fue él quien propuso por primera vez, el 9 de mayo de 1950, un proyecto de integración europea, que daría lugar a la Comunidad Europea del Carbón y del Acero. Fue también el primer presidente de la Asamblea Parlamentaria Europea (1958-1960), precedente del actual Parlamento Europeo.
Joseph Bech
Joseph Bech (n. 17 de febrero de 1887 en Diekirch, Luxemburgo-8 de marzo de 1975 en Luxemburgo) fue un político y abogado luxemburgués. Fue el decimoquinto primer ministro de Luxemburgo, ocupando el cargo durante once años, del 16 de julio de 1926 al 5 de noviembre de 1937. Volvió al cargo después de la Segunda Guerra Mundial, y sirvió durante otros cuatro años como decimoséptimo primer ministro de Luxemburgo, desde el 29 de diciembre de 1953 al 29 de marzo de 1958. El curso académico 1982-1983 del Colegio de Europa fue bautizado en su honor.

Gaston Thorn
Gaston Thorn (Luxemburgo, 3 de septiembre de 1928 - 26 de agosto de 2007) fue un político luxemburgués miembro del Partido Democrático, del cual fue presidente del 1962 al 1969 y del 1971 al 1980, y presidente de la Comisión Europea del 6 de enero de 1981 5 de enero de 1986 (Comisión Thorn).
Pierre Werner
Pierre Werner (Saint-André-lez-Lille, 29 de diciembre de 1913 - Luxemburgo, 24 de junio de 2002) fue un político luxemburgués miembro del Partido Popular Social Cristiano, que fue primer ministro de Luxemburgo durante tres legislaturas y una figura destacada de la Unión Europea.
En calidad de primer ministro de Luxemburgo, en 1970, Werner presenta al Consejo y a la Comisión un informe que recoge las bases del camino hacia la Unión Económica y Monetaria.
Durante su mandato como primer ministro, en el segundo semestre de 1980, le correspondió ejercer como Presidente de turno del Consejo Europeo, sustituyendo a Francesco Cossiga y siendo sucedido por Dries van Agt.  
Jacques Santer
Jean-Claude Juncker
Jean-Claude Juncker (Redange-sur-Attert, Cantón de Redange; 9 de diciembre de 1954) es un político luxemburgués miembro del Partido Popular Social Cristiano (PCS o CSV). Fue presidente de la Comisión Europea desde el 1 de noviembre de 2014 hasta el 30 de noviembre de 2019. Ocupó en varias ocasiones el cargo de primer ministro y desempeñó otras funciones ministeriales en Luxemburgo. En el ámbito de la Unión Europea ha ejercido como presidente de turno del Consejo Europeo en la segunda mitad de 1997 y en la primera mitad de 2005, y hasta el 21 de enero de 2013 ejerció como presidente del Eurogrupo.
Juncker presidió en 1991 el Consejo Económico y Financiero europeo, y en tal condición se destacó como una de las figuras principales en la creación del Tratado de Maastricht (Tratado de la Unión Europea). En diciembre de 1996 tuvo una actuación decisiva como mediador entre el canciller alemán Helmut Kohl y el presidente francés Chirac, en las negociaciones que se llevaron a cabo en Dublín acerca del pacto de estabilidad subyacente a la Unión Económica y Monetaria europea. Durante la segunda mitad de 1997 presidió el Consejo Europeo.
En septiembre de 2004, en Scheveningen, Juncker es elegido primer presidente del Eurogrupo, organismo informal integrado por los ministros de Finanzas de la Eurozona. Su mandato comenzó en 2005 siendo reelegido en 2006. Durante el primer semestre de 2005 le correspondió por segunda ocasión la Presidencia rotativa del Consejo Europeo.
Viviane Reding
En 2012, Viviane Reding lanzó, en un discurso en Passau, Alemania, y en una serie de artículos y entrevistas su visión de que la transformación de la Unión Europea se orientaría hacia una federación e incluso hacia los «Estados Unidos de Europa».

## Premio Carlomagno 1986
En 1986, el "pueblo de Luxemburgo" recibió el Premio Carlomagno de la ciudad de Aquisgrán. Con ello se reconocía que los luxemburgueses estaban entre los primeros europeos convencidos y que los políticos luxemburgueses habían hecho importantes contribuciones a la unificación europea. El texto de la medalla, que fue entregada al Gran Duque Jean en nombre de sus ciudadanos, dice: «Premio Carlomagno de la Ciudad de Aquisgrán 1986. El pueblo de Luxemburgo, modelo de perseverancia en el camino hacia la unidad europea».

## Relaciones Luxemburgo-Estados miembros de la UE

### Fronteras
- La frontera entre Alemania y Luxemburgo sigue el curso del Mosela en su parte sur, después de su afluente el Sûre más al norte, y finalmente de su sub-afluente, el Our en el norte.[73][74]
- La frontera entre Bélgica y Luxemburgo es la frontera que separa, por sobre 148 kilómetros, Bélgica y Luxemburgo.
- La frontera entre Francia y Luxemburgo se extiende sobre 73 kilómetros de longitud, al noreste de Francia y al sur de Luxemburgo.

### Acuerdos entre Estados
- Saarlorlux, Saar-Lor-Lux o Gran Región (en francés: Sarlorlux; y en alemán: Saarlorlux) es una eurorregión en el centro de Europa con función de espacio de cooperación transfronterizo. Se encuentra en la frontera entre Francia, Luxemburgo y Alemania. Se trata de la unión del Ducado de Luxemburgo, la Región de Lorena, el Sarre alemán (de aquí viene su nombre: Saarland, Lorraine and Luxembourg), la Región Valona de Bélgica y el estado alemán de Renania-Palatinado.
- El Benelux es un acuerdo de cooperación intergubernamental entre Bélgica, los Países Bajos y Luxemburgo.[75]